# Король Галичини та Володимирії

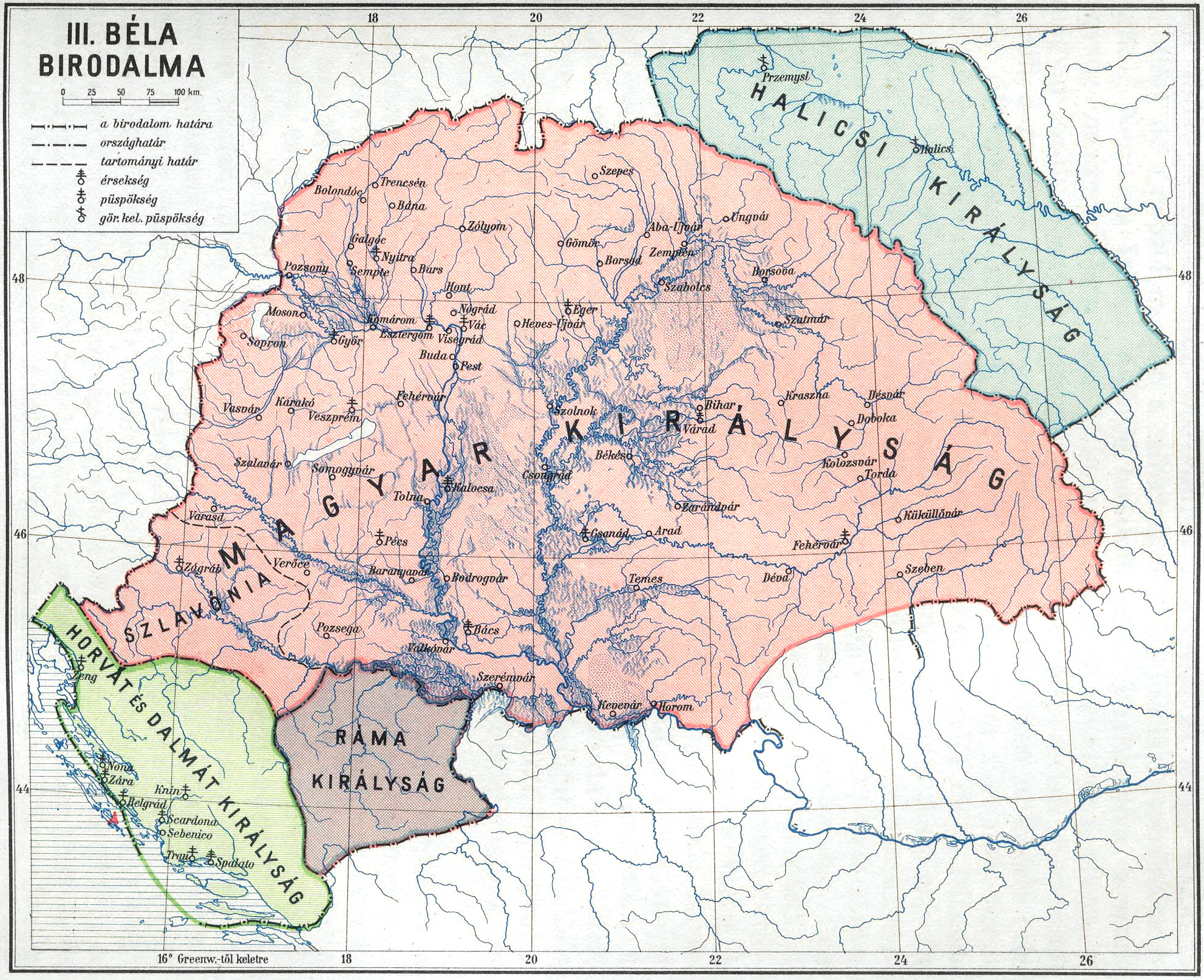
Угорське Королівство за правління Бели III

Король Галичини та Володимирії (лат. Rex Galiciae et Lodomeriae) — титул, який носили угорські королі, а потім австрійські імператори.

## Історія
У 1188 угорський король Бела III скористався конфліктом між галицьким князем Володимиром Ярославичем і боярами, захопив Галич та залишив намісником свого сина Андраша. Але вже у 1189 році галицьке боярство об'єдналось із Володимиром та вигнало загарбників. Існує єпископська грамота від 2 травня 1189 року, де Бела III згадується як король Галичини (rex Galicie). Проте Михайло Грушевський ставився до цього титулу скептично, так як грамота не мала королівського статусу. Андрій II, син Бели III, у 1206 році, незважаючи на те, що він реально не володів Галичем, взяв собі титул Король Галичини та Володимирії (rex Galiciae et Lodomeriae) та продовжив боротьбу. У результаті його син Коломан двічі короткочасно (у 1215—1219, 1220—1221 роках) володів галицьким престолом та був коронований як король Галичини, що було визнано папою Римським.
У ході війни за галицько-волинську спадщину угорський король Людовик Анжуйський додав собі титул Короля Галичини та Володимирії, який був збережений наступними королями Угорщини. Угорщина ніколи не визнала анексію Галичини Польщею у 1387 році. Подальші польсько-угорські угоди 1412, 1415 та 1423 років не змогли уладнати це питання.
З 1526 року угорська корона зі всіма титулами переходить до австрійських Габсбургів. У 1772 році, після першого поділу Речі Посполитої, Королівство Галичини та Володимирії було відтворено в складі імперії Габсбургів. Назва провінції мала на меті довести спадкові права Габсбургів на новоприєднані землі: починаючи з XIII століття королі Угорщини, прагнучи підпорядкувати собі Галичину і Волинь, титулували себе деякий час «королями Галичини та Володимирії». Найбільш докладно «право на володіння» обґрунтовувала книга Йоганна Християна фон Енґеля «Geschichte von Halitsch und Wladimir bis 1772: Verbunden mit Auseinandersetzung und Verteidigung der Oesterreichisch-Ungarischen Besitzrechte auf diese Königreiche» (Wien, 1792, bd 1). У королівство входили заселена переважно українцями Галичина (в межах провінції відома також як Східна Галичина), а також заселені переважно поляками землі колишніх Краківського і Сандомирського воєводств (їх неофіційно називали Західною Галичиною). Королівство існувало до 1918 року.